# 托比亞斯·林德羅特
托比亞斯·林德羅特（瑞典語：Tobias Linderoth；1979年4月21日—）是一位已經退役的瑞典足球運動員。在場上的位置是防守型中場。他效力過的最後一家球隊是土耳其球隊加拉塔薩雷體育俱樂部。他也曾代表瑞典國家足球隊參賽。